# 纵条叽海葵属
纵条叽海葵属（学名：Haliplanella）为矶海葵科的一个属。
现接受名为矶海葵属（Diadumene lineata Verrill, 1869）。

## 下属物种
本属包括以下物种：
- Haliplanella lineata (Verrill, 1870)
- 纵条肌海葵 Haliplanella luciae (Verrill)
- 太平洋矶海葵 Haliplanella pacifica Treadwell, 1943